# Lo Rialet
Lo Rialet (en francès Le Rialet) és un municipi francès situat al departament del Tarn i a la regió d'Occitània.

## Demografia
| 1962                                       | 1968 | 1975 | 1982 | 1990 | 1999 | 2007 |
| ------------------------------------------ | ---- | ---- | ---- | ---- | ---- | ---- |
| 59                                         | 72   | 51   | 60   | 55   | 40   | 46   |
| Des de 1962: població sense dobles comptes |      |      |      |      |      |      |

## Administració
| Període   | Identitat       | Partit |
| --------- | --------------- | ------ |
| 1971-1995 | Bernard Raynaud |        |
| 1995-2001 | Jacques Berry   |        |
| 2001-2008 | Francis Bouzac  |        |
| 2008-     | Michel Castan   |        |